# Giuseppe Antonio Ermenegildo Prisco
 Giuseppe Antonio Ermenegildo Prisco (ur. 8 września 1833 w Boscotrecase, zm. 4 lutego 1923 w Neapolu) – włoski duchowny rzymskokatolicki, kardynał.

## Życiorys
20 września 1856 otrzymał święcenia kapłańskie i został inkardynowany do archidiecezji neapolitańskiej. Kreowany kardynałem diakonem San Cesareo in Palatio na konsystorzu 30 listopada 1896. 24 marca 1898 mianowany arcybiskupem metropolitą Neapolu i kardynałem prezbiterem San Sisto. Uczestnik konklawe w 1903, nie uczestniczył w konklawe w 1914 i 1922 z powodu stanu zdrowia.